# Radio NET
Radio NET (PPRI Radio NET) – pierwsze polskie radio internetowe, założone w grudniu 1998.
Stacja rozpoczęła testową transmisję 12 grudnia 1998, a oficjalnie została uruchomiona 27 grudnia 1998. Założycielem rozgłośni oraz redaktorem naczelnym jest Michał Marcinik. W latach 2002–2004, z powodu konfliktu ze sponsorem dotyczącego prawa własności do domeny radionet.pl, rozgłośnia działała pod nazwą e-stacja. W grudniu 2004 radio zawiesiło działalność.

## Historia
Rozgłośnia w pierwszych tygodniach nadawania transmitowała nieregularny program, dostępny o wybranych porach i dniach tygodnia, a słuchacze dowiadywali się o rozpoczętej transmisji za pomocą kanału na IRC. W styczniu 1999 r. powstała pierwsza strona internetowa rozgłośni, na której zostały zamieszczone podstawowe informacje o stacji oraz wstępna ramówka. Prowadzący nadawali swoje programy z domu przy użyciu podstawowych mikserów audio, mikrofonów, odtwarzaczy kaset magnetofonowych, płyt CD i komputera. Programy miały charakter autorskich audycji muzycznych, a nieodłącznym elementem każdego z nich była interakcja pomiędzy słuchaczami a prowadzącym obecnymi na kanale IRC radia bądź poprzez komunikator ICQ, a w późniejszych latach Skype i Gadu-Gadu.
Od marca 1999 Radio NET rozpoczęło nadawanie programów autorskich, od poniedziałku do czwartku od godziny 19:00, a w piątek, sobotę i niedzielę od 17:00 do 1:00 w nocy. Poza audycjami stacja rozpoczęła cogodzinną emisję własnego serwisu informacyjnego: w poniedziałek od 21:15, wtorek i czwartek od 20:15 oraz środę, piątek i sobotę od 19:15. Ostatnie wydanie serwisu informacyjnego miało miejsce zawsze o godzinie 00:15. Wtedy też został określony format radia, jako rozgłośni emitującej interaktywne programy autorskie, głównie muzyczne, ale także poruszające tematy społeczne czy polityczne.
W sierpniu 1999 roku stacja zorganizowała pierwsze, wakacyjne spotkanie ze słuchaczami w miejscowości Dębki, skąd nadawała program z zaimprowizowanego studia mieszczącego się na polu kempingowym Kaszub. Spotkanie to zapoczątkowało cykl corocznych imprez radia, wpierw pod nazwą „Bawimy się w radio” (2000), a później „netParty” (od 2001). We wrześniu 1999 roku zaprezentowano zaprojektowany przez artystę grafika Pawła Jońcę nowy logotyp, który jest używany do dziś.
Na początku 2000 roku właściciel radia podpisał umowę sponsoringową z firmą Link sp. z o.o., należącą do grupy Chemiskór S.A. (późniejszego właściciela portalu Ahoj.pl). Na mocy umowy sponsor zapewniał niezbędną infrastrukturę rozgłośni w postaci serwerów transmisyjnych oraz wspierał działania promocyjne radia. 8 marca 2000 stacja rozpoczęła całodobową emisję oraz uzyskała jednolitą oprawę muzyczną wykonaną przez Studio SPOT, a „Nadstaw ucha” został sloganem rozgłośni. W ramówce stacji, od 9:00 do 11:00 pojawił się program poranny „Budzikom Śmierć” prowadzony przez Artura Kołakowskiego. W ramówce stacji, poza audycjami muzycznymi znalazły się programy o tematyce politycznej („Tylko jeden krok do wolności” – Jarosław Milewczyk), sportowej („Rockomotywa” – Sławomir Gerej) czy kulturalnej („Zgredzenie na antenie” – Krzysztof chrabja Bielański) oraz wprowadzono serwisy informacyjne o tematyce komputerowo-internetowej i kulturalnej.
We wrześniu 2001 rozpoczęto prace mające na celu stworzenie studia radia w nowej siedzibie portalu Ahoj, jednak zostały one przerwane z powodu problemów finansowych portalu.
W dniach 6–12 sierpnia 2001 radio zorganizowało kolejną imprezę wakacyjną dla słuchaczy w Dębkach pod nazwą „netParty”, w całości transmitowaną na antenie. W trakcie tego wydarzenia miały miejsce koncerty (jako gwiazda wystąpił zespół Sumptuastic), pokazy break-dance, konkursy oraz dyskoteki prowadzone przez prezenterów rozgłośni.
W trakcie zamachu terrorystycznego na World Trade Center w Nowym Jorku stacja relacjonowała wydarzenia na żywo opierając się na informacjach przekazywanych na bieżąco przez mieszkających na stałe w USA i Kanadzie prezenterach oraz słuchaczach, którzy przesyłali wiadomości poprzez e-mail bądź na komunikator ICQ radia oraz komentowali wydarzenia na kanale IRC.
W styczniu 2002 z powodów finansowych sponsor zrezygnował ze wspierania radia i jednocześnie odmawia przekazania właścicielowi radia, Michałowi Marcinikowi praw do domeny radionet.pl. W marcu 2002 Michał Marcinik rezygnuje z dalszego prowadzenia rozgłośni, jego miejsce zajmuje Daniel Dąbrowiecki. W czerwcu 2002 radio rezygnuje z emisji zróżnicowanych programów autorskich i uruchamia trzy kanały muzyczne: rock, elektronika i hip-hop. W 2003 roku Michał Marcinik przystępuje do reaktywacji rozgłośni pod nową nazwą e-stacja. W marcu dzięki współpracy z firmą Net-Sat-Media powstaje studio rozgłośni zlokalizowane w Chełmie, dzielnicy Gdańska, a sama rozgłośnia rozpoczyna emisję od września 2003.
Pod koniec 2003 roku Radio NET, prowadzone przez Daniela Dąbrowieckiego zawiesza działalność.
W grudniu Dąbrowieckiemu udaje się przejąć domenę radionet.pl, którą następnie przekazuje Marcinikowi, jednakże ten podejmuje decyzję o zawieszeniu działalności, a sam rozpoczyna pracę w Radiostacji.

## Technologia
W latach 1998–1999 Radio NET nadawało w formacie RealAudio za pomocą oprogramowania RealNetworks w skład którego wchodziło narzędzie do przechwytywania, kompresji i strumieniowania audio RealProducer, serwer obsługujący transmisję RealServer oraz odtwarzacz RealPlayer. Programy nadawane były pojedynczym strumieniem w jakości 20 bądź 32,5 kbps z powodu braku dostępu do łączy szerokopasmowych przez prowadzących – większość z nich korzystała z połączenia typu dial-up oferowanego przez Telekomunikację Polską pod numerem 0202122.
Na początku 2000 roku, dzięki zwiększeniu przepustowości łączy dial-up, stacja zmieniła jakość strumieniowania z pojedynczego strumienia na rzecz multi-strumienia, dzięki czemu jakość odtwarzania dostosowywała się do przepustowości łącza, którym dysponował słuchacz.
Radio prowadziło także próby jednoczesnego prowadzenia programu z dwóch miejsc korzystając początkowo z oprogramowania VoIP BuddyPhone, jednak z powodu zbyt dużego wykorzystania łącza przez transmisję VoIP ograniczano się do krótkich wejść antenowych drugiego prowadzącego. Po debiucie rynkowym technologii Shoutcast udało się rozwiązać problemy z jakością połączenia i wykorzystano tę technologię do wejść antenowych na żywo w trakcie wydarzeń relacjonowanych na antenie oraz prowadzenia programu przez dwóch prowadzących znajdujących się w różnych lokalizacjach.
W listopadzie 2001 roku stacja zrezygnowała z transmisji w formacie RealAudio i rozpoczęła nadawanie w formacie mp3 korzystając z technologii Shoutcast oraz rozpoczęła negocjacje z sieciami kablowymi w celu udostępnienia sygnału.

## Transmisje
Od początku istnienia stacja transmitowała bądź relacjonowała na żywo wydarzenia kulturalne, muzyczne oraz imprezy własne:
- Koncert Hector Fiore & Kazimierz Pyzik, 27 maja 1999
- Zlot Radia NET, 6 sierpnia 1999
- Turniej Quake w Gdyni, 10 września 1999
- Urodziny Klubu Rudy Kot z Gdańska, 2 października 1999
- Koncert The Hammerhead Consort, 12 czerwca 2000
- „Bawimy się w radio”, zlot Radia NET, 10–16 lipca 2000
- Konkurs Piosenki Obcojęzycznej, 23 stycznia 2001
- Przegląd Krakowskich Zespołów Amatorskich „Noc Rocka”, 9 czerwca 2001
- Festiwal „Strefa Bez Granic”, 12–14 lipca 2001
- „netParty”, zlot Radia NET, 6–12 sierpnia 2001
- Parada Internautów, 9 września 2001
- Sylwester Radia NET, 31 grudnia 2001